# لیز تیلور
لیز تایلر (انگلیسی: Lizz Tayler؛ زاده ۹ ژوئن ۱۹۹۰) بازیگر پورنوگرافی اهل ایالات متحده آمریکا است.

## اوایل زندگی و ورود به حرفه
تایلر در آریزونا زاده شد و در مارچ ۲۰۱۰ وارد صنعت سکس شد. او نام هنری خودش را از الیزابت تیلور گرفته است.